# Венді Баррі
Маргарита Венді Дженкінз, відома як Венді Баррі (англ. Wendy Barrie, 18 квітня 1912 — 2 лютого 1978) — британська акторка театру і кіно, ведуча, авторка одного перших телевізійних ток-шоу. Удостоєна зірки на Голлівудській «Алеї слави».

## Біографія
Маргарита Дженкінз народилася в Гонконгу, в сім'ї англійців. Батько був заможним адвокатом і забезпечив дочку навчанням в престижних навчальних закладах Великої Британії та Швейцарії. 
З юних років Дженкінз мріяла про кар'єру акторки, вперше на сцені вона з'явилася в кінці 1920-х у п'єсі «Threads». В 1932 році дебютувала на екрані в однойменній екранізації цієї ж п'єси. Маргарита Венді Дженкінс взяла сценічний псевдонім Венді Баррі на честь дівчинки Венді з книг Джеймса Баррі про Пітера Пена.
Баррі розпочала роботу на студії London Films, потім на Fox Film Corporation, Metro-Goldwyn-Mayer, RKO Pictures. Останній широкоекранний фільм за участю Баррі вийшов в 1943 році. Після, оцінивши перспективи розвитку телебачення, вона стала зніматися тільки в телевізійних фільмах. Вона перейшла на DuMont Television Network, де працювала ведучою різних програм, в тому числі власного ток-шоу, одного з перших в історії телебачення — «Шоу Венді Баррі». Представляла компанії з виробництва косметики Revlon і Living Lipstick, вела телегру The $ 64,000 Question перші місяці її існування, була «запрошеною зіркою» в різних програмах і шоу. У 1960-х перейшла працювати на нью-йоркське телебачення.
Венді Баррі ніколи не одружувалась і не мала дітей. В кінці 1930-х мала роман з гангстером Багсі Сігелом.
В кінці 1960-х Баррі перенесла інсульт, що поставив хрест на її кар'єрі. Так до кінця і не оговтавшись, вона померла на 66-му році життя. Похована на цвинтарі Кенсіко в місті Валгалла, штат Нью-Йорк.

## Фільмографія
1. 1932: Репетиція весілля / Wedding Rehearsal — леді Мері Роуз Роксбері
2. 1932: / The Barton Mystery — Філліс Грей
3. 1933: Приватне життя Генріха VIII/ The Private Life of Henry VIII — Джейн Сеймур
4. 1933: Будинок Трента / The House of Trent — Анжела
5. 1933: Готівкові / Cash — Ліліан Гілберт
6. 1933: Це хлопчик / It's a Boy — Мері Богл
7. 1934: Дай їй кільце / Give Her a Ring — Карен Свенсон
8. 1934: Свобода морів / Freedom of the Seas — Філліс Харкорт
9. 1934: Чоловік, якого я хочу / The Man I Want — Маріон Раунд
10. 1935: Велике радіомовлення в 1936 році / The Big Broadcast of 1936 — Сью
11. 1935: Цей маленький світ / It's a Small World — Джейн Дейл
12. 1935: Перо в її капелюшку / A Feather in Her Hat — Поліна Андерс
13. 1936: Швидкість / Speed - Джейн Мітчелл (Джейн Емері)
14. 1936: Зачарований тобою / Under Your Spell — Синтія Дрексел
15. 1937: Крила над Гонолулу / Wings Over Honolulu — Лаурана Кертіс
16. 1937: Тупик / Dead End — Кей
17. 1937: Скільки коштує помста? / What Price Vengeance? — Поллі Мур
18. 1938: Будинок рознощиків газет / Newsboys 'Home — Гвен Даттон
19. 1938: Закон — це я / I Am the Law (1938 film) — Франсіс Балу
20. 1939: Святий завдає удару у відповідь / The Saint Strikes Back — Валері Траверс
21. 1939: Собака Баскервілів / The Hound of the Baskervilles — Беріл Степлтон
22. 1939: П'ятеро повернулися назад / Five Came Back — Еліс Мельбурн
23. 1940: / The Saint Takes Over — Рут Саммерс
24. 1940: Люди проти неба / Men Against the Sky — Кей Мерседес (Кей Грін)
25. 1941: Святий в Палм-Спрінгс / The Saint in Palm Springs — Елна Джонсон
26. 1941: / The Gay Falcon — Хелен Рід
27. 1943: Вічність і один день / Forever and a Day — Едіт Трімбл-Помфрет
28. 1943: Підводна тривога / Submarine Alert — Енн Патерсон
29. 1948: Пригоди Оки-Доки / The Adventures of Oky Doky — ТВ-програма, яка веде
30. 1948: Шоу Венді Баррі / The Wendy Barrie Show — ТВ-програма, яка веде
31. 1949: Акторська студія / Actors Studio — (в епізоді «Кентервільський привид»)
32. 1954: Це має статися з вами / It Should Happen to You — камео
33. 1961: Острів'яни / The Islanders — Дора Фелліні (в епізоді «Втеча з Каледи»)
34. 1962: / The Beachcomber — Елізабет Вінтерс (в епізоді «Містер Вінтерс»)